# Broen
 For alternative betydninger, se Broen (flertydig). (Se også artikler, som begynder med Broen)
Broen (på svensk Bron) er en dansk-svensk tv-serie der fik premiere 21. september 2011 i Sverige og i Danmark 28. september. I første sæson blev der produceret ti afsnit.
Anden sæson (Broen II) havde premiere på DR 1 den 22. september 2013.
Tredje sæson (Broen III) havde premiere på DR1 den 27. september 2015. 
Fjerde sæson (Broen IIII) havde premiere på DR1 den 1. januar 2018. 
TV-serien er tydeligt inspireret af den canadiske film Bon Cop, Bad Cop (en) fra 2006. hvor en fransk og en engelsk talende betjent er nødt til at samarbejde om opklaring af et mord, fordi liget bliver fundet på grænsen mellem Ontario og Quebec. Filmen spiller - som TV-serien - på modsætningen mellem to forskellige kulturer.  
En amerikansk udgave af Broen blev til i 2013 under navnet "The Bridge", og foregår på grænsen mellem USA og Mexico, hvor et lig bliver fundet på en bro mellem El Paso og Juárez.  
Broen blev også lavet i en engelsk-fransk udgave i 2011 med navnet "The Tunnel", hvor handlingen udspiller sig i tunnelen mellem England og Frankrig under den engelske Kanal. Denne udgave har også været vist i dansk TV i 2014. 
En russisk-estisk version foregår på broen mellem Narva og Ivangorod. I hovedrollen ses Ingeborga Dapkūnaitė som den estiske politiopklarer Inga Vermaa. Optagelserne begyndte i 2016 og serien havde premiere i 2017 på NTV.
Musikken til seriens intro, er skrevet af Choir of Young Believers og hedder Hollow Talk .

## Handling
Et lig af en kvindelig svensk politiker bliver fundet midt på Øresundsbroen. Men det viser sig at være to lig. Den anden halvdel er en dansk prostitueret. Saga Norén og Martin Rohde leder efterforskningen for at fange morderen. Det viser sig dog, at morderen har et mål: at åbne øjnene for folk, så de kan se samfundets problemer.

## Medvirkende (udvalg)
- Sofia Helin – Saga Norén (kriminalkommissær i Malmø) (Sæson 1-4)
- Kim Bodnia – Martin Rohde (kriminalkommissær i København) (Sæson 1-2)
- Thure Lindhardt – Henrik Sabroe (kriminalkommissær i København) (Sæson 3-4)
- Dag Malmberg – Hans Petterson (politichef i Malmø) (Sæson 1-2)
- Lars Simonsen – Jens Hansen/Sebastian Sandstrod (Sæson 1-2)
- Sarah Boberg - Lillian (Drabschef, Københavns Politi) (Sæson 1-4)
- Puk Scharbau – Mette Rohde (Martin Rohdes kone) (Sæson 1-2)

## Øvrige medvirkende
- Magnus Krepper – Stefan Lindberg (socialrådgiver i Malmø) (Sæson 1)
- Emil Birk Hartmann – August Rohde (Martin Rohdes ældste søn)
- Christian Hillborg – Daniel Ferbé (journalist på Aftonposten i Malmø) (Sæson 1)
- Dietrich Hollinderbäumer – Göran Söringer (byggematador og Charlotte Söringers mand)
- Ellen Hillingsø – Charlotte Söringer (byggematador Göran Söringers kone) (Sæson 1)
- Tuvalisa Rangström – Veronika Holmgren (Sörens kone og Stefans klient)
- Iggy Malmborg – Sören Holmgren (Veronikas mand)
- Maria Sundbom – Sonja Lindberg (Stefans søster)
- Lennart R. Svensson – Per-Arne Wallin (svensk skuespiller)
- Matts Eklund – Tjalle (hjemløs)
- Morten Hauch-Fausbøll – Anders (Görans danske læge og kirurg)
- Fredrik Gunnarsson – Indsatsleder